# Большие Голубочки
Большие Голубочки — деревня в Арсеньевском районе Тульской области России. 
В рамках административно-территориального устройства является центром Голубоченского сельского округа Арсеньевского района, в рамках организации местного самоуправления входит в муниципальное образование Манаенское со статусом сельского поселения в составе муниципального района.

## География
Расположена в 31 км к юго-западу от райцентра — посёлка городского типа Арсеньево.

## Население
| 2002 | 2010 |
| ---- | ---- |
| 314  | ↘299 |